# 6 uur van Portimão
De 6 uur van Portimão, voorheen de 8 uur van Portimão, is een race uit het FIA World Endurance Championship. De race vindt plaats op het Autódromo Internacional do Algarve. De eerste editie vond in 2021 plaats.

## Geschiedenis
Het Autódromo Internacional do Algarve heeft nog voor het WEC al langeafstandsraces georganiseerd. Deze vonden plaats in het kader van de European Le Mans Series en droegen de titel "4 uur van Portimão". In januari 2021 werd aangekondigd dat het circuit dat jaar voor het eerst een ronde in het kader van het WEC zou organiseren met de 8 uur van Portimão. Deze race werd de vervanger van de 1000 mijl van Sebring, die door de aanhoudende coronapandemie werd afgelast. Op 26 februari 2021 werd aangekondigd dat de race achter gesloten deuren plaats zou vinden. In eerste instantie stond de race gepland voor 4 april 2021, maar deze datum werd later aangepast naar 13 juni. De race werd gewonnen door de Toyota Gazoo Racing #8 van Sébastien Buemi, Brendon Hartley en Kazuki Nakajima.
In 2022 stond de race niet op de WEC-kalender. In 2023 keerde de race terug in het WEC, alhoewel het ditmaal bekend zou staan als de 6 uur van Portimão nadat deze met twee uur werd ingekort. Opnieuw won de Toyota #8 de race, ditmaal met Buemi, Hartley en Ryō Hirakawa achter het stuur. Bij de aankondiging van de kalender van 2024 werd bekend dat de race dat jaar niet plaats zou vinden.

## Winnaars
| Jaar               | Winnaars                                        | Team                | Auto                | Ronden             | Afstand            | Verslag            |
| 8 uur van Portimão | 8 uur van Portimão                              | 8 uur van Portimão  | 8 uur van Portimão  | 8 uur van Portimão | 8 uur van Portimão | 8 uur van Portimão |
| ------------------ | ----------------------------------------------- | ------------------- | ------------------- | ------------------ | ------------------ | ------------------ |
| 2021               | Sébastien Buemi Brendon Hartley Kazuki Nakajima | Toyota Gazoo Racing | Toyota GR010 Hybrid | 300                | 1395,630 km        | Verslag            |
| 6 uur van Portimão |                                                 |                     |                     |                    |                    |                    |
| 2023               | Sébastien Buemi Brendon Hartley Ryō Hirakawa    | Toyota Gazoo Racing | Toyota GR010 Hybrid | 222                | 1032,698 km        | Verslag            |